# Żółtnica pomarańczowa
Żółtnica pomarańczowa (Maclura pomifera) – gatunek małego drzewa lub krzewu naturalnie występującego w środkowych i południowo-wschodnich Stanach Zjednoczonych. Gatunek szeroko rozpowszechniony w południowej Europie oraz zachodniej i środkowej Azji.

## Morfologia

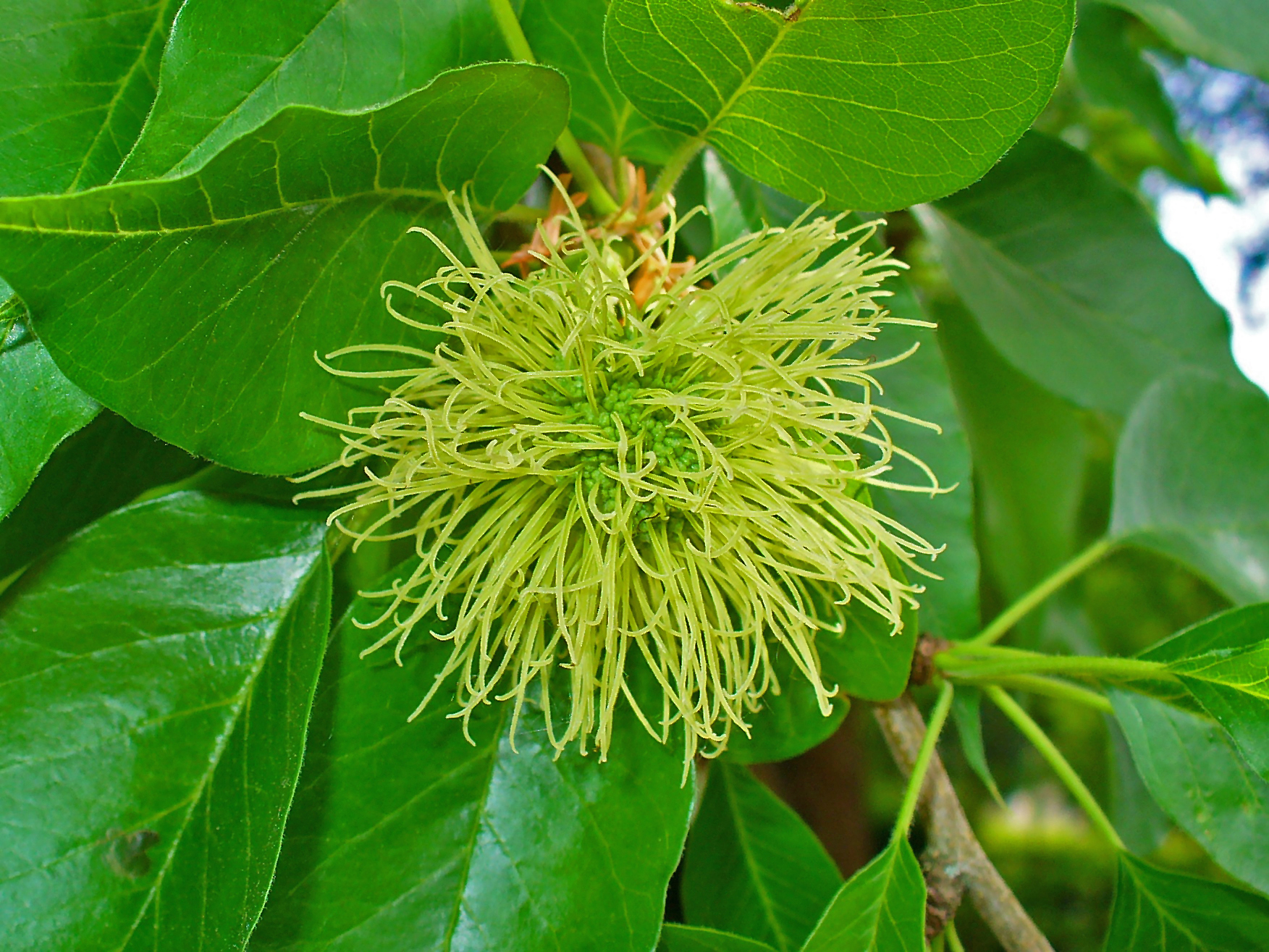
Kwiatostan

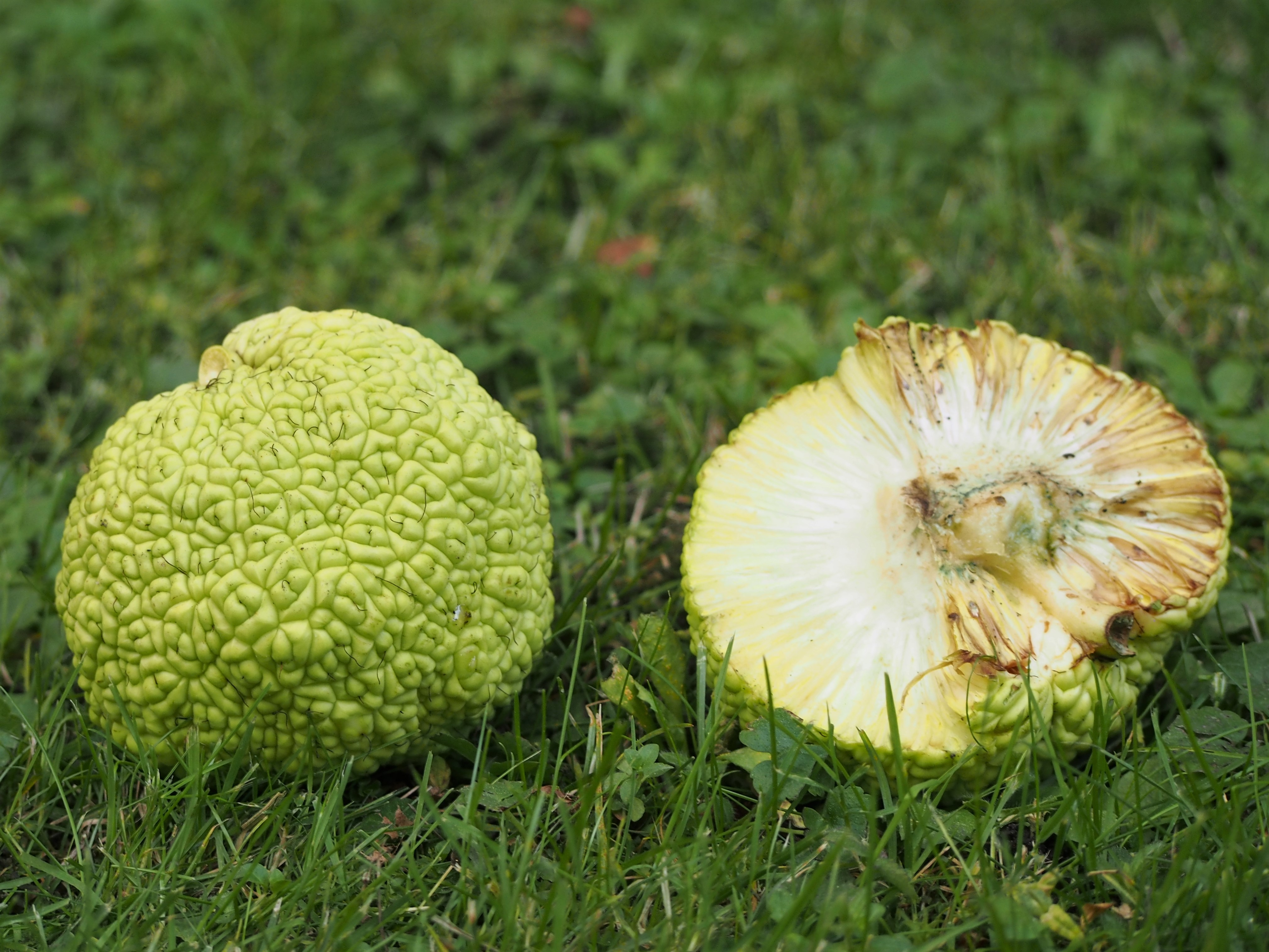
Dojrzałe owocostany

PokrójDrzewo o sezonowym ulistnieniu, wysokości do 15 m i szerokości do 12 m, o ciemnobrązowej, spękanej korze. Pędy z cierniami do 2 cm długości.
LiścieSkrętoległe, o blaszce o długości do 12 cm, jajowatej, ciemnozielonej, błyszczącej i całobrzegiej.
KwiatyDrobne i rozdzielnopłciowe, zebrane są w kuliste kwiatostany. Męski zwisają i osiągają do 3,5 cm średnicy, a żeńskie są wzniesione i mniejsze.
OwoceSuche niełupki obrośnięte są zmięśniałą osią kwiatostanu tworząc kulisty owocostan o średnicy do 15 cm i barwie jasnopomarańczowej.

## Biologia
Wszystkie części rośliny zawierają biały sok mleczny. Liście rozwijają się późno. Kwitnienie następuje w końcu maja i w czerwcu. Owocostany wiszą długo, nawet po opadnięciu liści.

## Zastosowanie
- Uprawiana jest jako roślina ozdobna. Nadaje się do stref 7-10, stąd też w naszym klimacie młode rośliny mogą przemarzać[6]. Sadzona jest w Europie (w tym w Polsce). W Europie Środkowej owocostany nie dojrzewają w pełni[5].
- Roślina żywopłotowa, z powodu ciernistych pędów sadzona wzdłuż ogrodzeń[5].
- Drewno ciężkie, twarde, trwałe i sprężyste, idealne do łuków (zastosowanie historyczne)[6]. Zabarwione na kolor żółty. Dobrze przyjmuje politurę[5].